# Бен Уебстър
Вижте пояснителната страница за други личности с името Уебстър.
Бенджамин Франсис Уебстър (на английски: Benjamin Francis Webster) е американски джаз тенор саксофонист, оставил след себе си богато наследство.
Рожденият му град е Канзас Сити, щата Мисури, САЩ. Той е сред 3-та най-ярки „суинг тенора“, наред с Колман Хокинс и Лестър Йънг. Галеният му псевдоним е Звяра (The Brute), тъй като разполага с тежък и дрезгав тон, който употребява в ритмичните прекъсвания (заедно с характерните му ръмжения). Другото му прозвище е Жабата. В баладите се преобразява в топъл и сантиментален облик. В стилистично отношение дължи много на алт звездата Джони Ходжис, който определя като учител по инструмента.

## Биография

### Ранна кариера
Първите му допирни точки с пианото и цигулката датират от ранна възраст, още преди да се захване със саксофона. По-късно в кариерата той понякога свири пак на пиано, като дори има музикални записи с този инструмент. Веднъж Бъд Джонсън му показва основите на саксофона и Уебстър започва да свири на този инструмент в Йънг Фемили Бенд, където е и легендарният Лестър Йънг. Канзас Сити по това време е котел с нашумели в джаза имена. Уебстър постъпва в бенда на Бени Моутън от 1932 г., където са още Каунт Бейси, Оран Пейдж – Хот Липс, и Уолтър Пейдж. Тези времена са документирани във филма „Канзас Сити“ на Робърт Олтман.
Музикантът прекарва известно време с различни оркестри през 1930-те, вкл. този на Енди Кърк, Флечър Хендерсън (1934 г.), Бени Картър, Уили Брайънт, Каб Калоуей и краткотрайния на Теди Уилсън.

### В оркестъра на Дюк Елингтън
Той свири с оркестъра на Дюк Елингтън за първи път през 1935 г., а до 1940 г. вече е главен негов тенор саксофонист. Той цитира Джони Ходжис, алт солиста на Елингтън, като голям пример в свиренето му. През следващите 3 години участва в много записи, напр. Cotton Tail, All Too Soon. Неговият дял в бенда в музикално отношение е толкова съдбоносен, че оркестърът по онова време получава името бенда на Блантън (контрабас) – Уебстър (саксофон). Уебстър напуска групата след сплетня през 1943 г.

### След Елингтън
Уебстър напуска Елингтън през 1943 г. и започва работа на 52-ра улица в Ню Йорк. Прави едновременно записи като лидер, както и като сайдмен. Изкарва малко време с Реймънд Скот, Джон Къркби и Сад Кетлит, както и с бенда на Джей Макшен, където е блус викачът Джими Уидърспун. През 1948 г. се завръща за кратко в оркестъра на Елингтън, където изкарва няколко месеца.
През 1953 г. записва King of the Tenors, заедно с пианиста Оскар Питърсън, който по-късно ще стане близък сътрудник на Уебстър през цялото десетилетие. Заедно с Петерсън, тромпетиста Хари Едисън – Суийтс и други, той ходи на турнета и записва с Норман-Гранцовия Джаз във Филхармоник. С тенор саксофониста Колман Хокинс прави Coleman Hawkins Encounters Ben Webster, която записва на 16 декември 1957 година с Петерсън, Хърб Елис (китара), Рей Браун (контрабас) и Алвин Столър (барабани). Творбата на Хокинс и Уебстър е класика в джаза, продукция на двама велики тенори, които се запознават в Канзас.
През 1956 г. записва класически сет с пианиста Арт Тейтъм, подкрепен от контрабасиста Ред Келъндър и барабаниста Бил Дъглас.
В края на 1950-те създава квинтет с Джери Мълиган и е чест гост на лосанджелиския клуб Ренесанс. Там групата на Уебстър и Мълиган прави бекинг на блус певеца Джими Уедърспун.

### Последното десетилетие
Уебстър като цяло редовно се занимава с музика, но през 1964 г. се мести за постоянно при други американски джазмени, които са в Европа, и той свири там, когато е в настроение. Живее в Лондон още една година, последван от четири години в Амстердам, а през 1969 г. се установява в Копенхаген. Уебстър е саксофонист в немного скъп кабаретен клуб през 1970 г. в датския филм „Тихи дни в Клиши“. През 1971 г. Уебстър се събира отново с Дюк Елингтън и бигбенда му, за да направят няколко представления в Тиволи в Дания, а във Франция записва концерт с Ърл Хайнс. Той също така записва или изпълнява музика с Бък Клейтън, Бил Колман и Теди Уилсън.

### Смърт
През септември 1973 г. Уебстър получава мозъчен кръвоизлив, докато е в Амстердам. Непосредствено преди това изнася представление в Тве Шпихгелс в Лайден. Умира на 20 септември. Тялото му е кремирано в Копенхаген, а прахът му е погребан в крематорията Асистенс в частта Ньоребро в града. Макар че не е майстор на гъвкавите или модерни ритми, той остава дълбоко подчинен на блуса и баладите от епохата на суинга. Тонът му е фактор в развитието на инструменталисти като Арчи Шеп, Лю Табакин, Скот Хамилтън, Дейвид Мъри и Бени Уолъс.

## Дискография

### Като лидер
- The Consummate Artistry of Ben Webster (Norgran, 1954)
- The Art Tatum - Ben Webster Quartet (Verve, 1958)
- Soulville (Verve, 1958)
- Coleman Hawkins Encounters Ben Webster (Verve, 1959)
- Ben Webster & Associates (Verve, 1959)
- Ben Webster Meets Oscar Peterson (Verve, 1959)
- The Soul of Ben Webster (Verve, 1960)
- Gerry Mulligan Meets Ben Webster (Verve, 1960)
- The Warm Moods (Reprise, 1961)
- BBB & Co. (Prestige, 1962)
- Wanted to Do One Together (Columbia, 1962)
- Soulmates with Joe Zawinul (Riverside, 1963)
- See You at the Fair (Impulse!, 1964)
- Intimate! (Fontana, 1965)
- Big Ben Time! (Fontana, 1967)
- Ben Webster Meets Don Byas (SABA, 1968)
- Big Sound (Polydor, 1969)
- Ben Webster at Ease (Ember, 1969)
- For the Guv'nor (Columbia, 1969)
- Webster's Dictionary (Philips, 1970)
- Ben at His Best (RCA Victor, 1970)
- Autumn Leaves with Georges Arvanitas (Futura, 1972)
- Swingin' in London (Black Lion, 1972)
- My Man: Live at Montmartre 1973 (Steeplechase, 1973)
- Previously Unreleased Recordings (Verve, 1974)
- Saturday Night at the Montmartre (Black Lion, 1974)
- Rare Live Performance 1962 (Musidisc, 1975)
- Ben and the Boys (Jazz Archives, 1976)
- Sunday Morning at the Montmartre (Black Lion, 1977)
- Layin' Back with Ben Vol. 1 (Honeydew, 1977)
- Layin' Back with Ben Vol. 2 (Honeydew, 1977)
- Carol & Ben (Honeydew, 1977)
- Did You Call? (Nessa, 1978)
- The Horn (Circle, 1982)
- Ben Webster at the Renaissance (Contemporary, 1985)
- Plays Duke Ellington (Storyville, 1988)
- Ben Webster Plays Ballads (Storyville, 1988)
- Stormy Weather (Black Lion, 1988)
- Meets Bill Coleman (Black Lion, 1989)
- Live in Paris 1972 (France's Concert, 1989)
- Live in Amsterdam (Affinity, 1989)
- The Jeep Is Jumping (Black Lion, 1990)
- 1953: An Exceptional Encounter (The Jazz Factory, 2000)